# Последња екскурзија 5
Последња екскурзија 5 (енгл. Final Destination 5) амерички је 3D натприродни хорор филм из 2011. године, редитеља Стивена Квала и сценаристе Ерика Хајсерера. Пети је део у филмској серији Последња екскурзија и служи као преднаставак оригиналног филма. Главне улоге играју Николас Д'Агосто, Ема Бел, Мајлс Фишер, Арлен Ескарпета, Дејвид Кохнер и Тони Тод.
Упркос томе што је филм Последња екскурзија 4 првобитно најављен као финални филм у франшизи, због финансијског успеха, 2010. године почео је развој филма Последња екскурзија 5. Снимање се одвијало у Ванкуверу, као и прва три дела. Издат је 12. августа 2011. године у Сједињеним Државама, дистрибутера Warner Bros. Pictures-а. Филм је издат 1. септембра 2011. године у Србији, дистрибутера Tuck Vision-а.
Био је први филм у франшизи који је добио углавном позитивне критике. Критичари су похвалили радњу, визуелни приказ (посебно сцену моста), CGI, сцене смрти, мотивацију ликова и тон, посебно у поређењу са претходним делом. Филм је остварио финансијски успех и постао је други филм са највећом зарадом у франшизи. Шести део, Последња екскурзија 6, тренутно је у развоју.

## Радња
Сам Лутон је на путу за одмор предузећа са колегама. Док њихов аутобус прелази мост Норт Беј, Сам предосећа да ће јаки ветрови довести до урушавања моста у изградњи, убивши све осим његове бивше девојке Моли Харпер, коју успева да безбедно удаљи са моста. У паници, он наговара Моли, његове пријатеље Нејтана Сирса и Питера Фредкина, Питерову девојку Кендис Хупер, свог шефа Дениса Лапмана и сараднике Оливију Касл и Ајзака Палмера, да напусте баш кад се мост сруши. Након што их је испитивао агент Федералног истражног бироа Џим Блок, преживели присуствују сахрани покојних колега, где их посматра мртвозорник Вилијам Бладворт.
Касније, Цандице умире током вежбања у спортској сали од ланчане реакције због које пада са двовисинског разбоја и поломи кичму. Следећег дана, Ајзак је убијен у једној кинеској бањи када му је глава сломљена падом статуе Буде током сесије акупунктуре. Бладворт, који је био присутан у обе смрти, каже преосталим преживелима да ако желе преварити смрт, морају убити некога коме никада није било суђено да умре на мосту и тако преузимају преостали животни век те особе. У исто време, Сам и Моли не успевају да спасу Оливију, која пада са прозора клинике за операцију ока. Сам сазнаје да преживели умиру редоследом којим је требало да умру на мосту и схвата да је Нејтан следећи.
Нејтан, који се вратио у фабрику, случајно убија свог колегу Роја Карсона током свађе. Он преноси ову информацију преосталим преживелима, који верују да је Нејтан преузео Ројов преостали животни век. Кад Денис стигне да испита инцидент, кључ који је покренула брусилица разбија му лице и убија га. Те вечери, Сам и Моли обнављају своју везу у ресторану у којем он ради. Питер, који је постао нестабилан након Кендисине смрти, прекида састанак и одлучује убити Моли како би јој одузео животни век. Након што Питер извуче пиштољ, Сам и Моли беже у кухињу док Блок чује пуцњеве изван ресторана и улази унутра, али га Питар убија. Питер покушава да убије Моли и Сама како би елиминисао сведоке, али Сам убада Питера ражњем како би спасио Моли.
Две недеље касније, Сам и Моли се укрцавају на авион за Париз. Пре него што заузму своја седишта, примећују тучу између Картера Хортона и Алекса Браунинга, док су обојица уклоњени из авиона са госпођом Лутон и осталим ученицима, откривајући да је авион у који се укрцавају лет 180 Volée Airlines-а. Током узлетања, Сам чује о Алексовој визији у разговору између стрјуардесе и путника. Када схвати да је прекасно за њега и Моли да побегну, обоје страдају заједно са свима осталима у авиону у експлозији која следи. На Ројевој сахрани, Нејтан од колеге сазнаје за Ројеву обдукцију и откриће анеуризме мозга која би ионако проузроковала његову смрт. Док радник напушта бар, стајни трап из авиона пробија се кроз кров и слама Нејтана, започињући догађаје из прва четири филма.

## Улоге
| Глумац             | Улога            |
| ------------------ | ---------------- |
| Николас Д'Агосто   | Сам Лутон        |
| Ема Бел            | Моли Харпер      |
| Мајлс Фишер        | Питер Фредкин    |
| Елен Вроу          | Кендис Хупер     |
| Џеклин Макинес Вуд | Оливија Касл     |
| Пи Џеј Берн        | Ајзак Палмер     |
| Арлен Ескарпета    | Нејтан Сирс      |
| Дејвид Кохнер      | Денис Лапман     |
| Кортни Б. Венс     | агент Џим Блок   |
| Тони Тод           | Вилијам Бладворт |
| Брент Стејт        | Рој Карсон       |
| Части Балестерос   | рецепционисткиња |